# Семен Самойлович
Семе́н Іва́нович Самойло́вич (1660 — 7 червня 1685) — військовий і державний діяч Гетьманщини, дипломат. Син гетьмана Івана Самойловича. Наказний гетьман Війська Запорозького (1679-1680), стародубський полковник (1682-1685).

## Походження та ранні роки
Народився 1660 року у сотенному містечку Красному (Красному Колядині) Прилуцького полку Гетьманщини в родині сотенного канцеляриста Івана Самойловича та шляхтянки Марії Голуб. Був найстаршою дитиною у сім'ї, мав молодших братів Якова та Григорія, сестер Параскеву та Анастасію.
Отримав домашню освіту. Першим вихователем майбутнього гетьманича, згідно з істориком Лазаревським, був священник Йона Болховський, що пізніше стане засновником Кам'янського монастиря у Стародубському полку. 1673 року, незабаром після обрання батька гетьманом Лівобережної України, Семен з братами Яковом і Григорієм у супроводі ніжинського протопопа Симеона (Адамовича) вирушають до Москви, де фактично утримуються як почесні заручники, гарантуючи вірність Івана Самойловича царю. Для гетьманичів у столиці Московії будують окремий двір (поруч із «двором Самойловичів» 1677 року поселився після звільнення з Сибіру Григорій Дорошенко). Разом з ними мешкає їхній вихователь — український шляхтич Павло Ясликовський.

## Служба у Війську Запорозькому

### Канцелярист ГВК і наказний гетьман
1675 повернувся до Батурина, поступив на військову службу до Генеральної військової канцелярії (брати Яків і Григорій залишились у заручниках відповідно до 1678 і 1682 року). Виконував дипломатичні доручення батька. Так, у лютому 1677 їздив до Москви, де зустрічався з царем Федором Олексійовичем, передав йому подарунок від гетьмана — «двох коней турських». Іван Самойлович бачив у старшому сині майбутнього спадкоємця гетьманської булави, з юного віку залучав його і до військових виправ. У липні 1678 Семен на чолі козацького загону надавав військову допомогу проти кримських татар кошовому отаману Івану Сірку.
8 лютого 1679 призначений наказним гетьманом над великим козацьким корпусом (5 реєстрових полків, гетьманська «гвардія» — сердюки та компанійці, слобідські козаки та царські стрільці), що діяв на Правобережжі проти османських військ і козаків «князя сарматського» Юрія Хмельницького. Військо Семена Самойловича здобуло Ржищів, Канів, а у ніч на 4 березня зайняло Корсунь, вибивши звідти наказного гетьмана Івана Яненка-Хмельницького. Далі, рухаючись лівим берегом Росі у напрямку Дніпра, лівобережні козаки захопили Драбівку, Мошни, Жаботин і Черкаси. Зайняті фортеці нищили, містечка та села спалювали, а мешканців насильно переселяли на Лівобережжя. Ці події відомі в історіографії як Великий згін.
11 січня 1680 Семен Самойлович доручив компанійському полковнику Іллі Новицькому вжити застережних заходів у зв'язку з очікуваним вторгненням кримських татар на Лівобережну Україну. 14 лютого того ж року гетьман Самойлович надав сину за військові звитяги маєтки у Погарській сотні Стародубського полку — містечко Грем'яч, села Борщів і Перегон, млини на річці Варі. 6 березня ці жалування підтвердив цар. Того ж року Семен Самойлович осадив на своїх землях козацьку слободу Семенівку, що згодом стала містечком.

### Полковництво
1682 призначений стародубським полковником замість Тимофія Олексійовича. У вересні того ж року очолював посольство до царівни Софії Олексіївни, приїхав у тимчасову царську резиденцію у селі Воздвиженському у розпал стрілецького бунту. Софія використала приїзд Самойловича як привід, щоб викликати до себе лідерів бунту — князя Івана Хованського та його сина Андрія, та розправитися з ними.
У руслі політики царівни Софії із переслідування старообрядців, Семен Самойлович розпочинає репресії проти «розкольників» із Московії, що встигли розселитися на території Стародубського полку. 2 вересня 1684 він писав батьку, що «віри проклятої капітолинської москалі» поселилися та укріпилися на Стародубщині «поганим своїм кублом». Семен повідомляв, що нарешті їх «добре притиснув не тільки арештами, але й іншими покараннями».
На початку березня 1684 козаки Стародубського полку на чолі з Семеном Самойловичем зайняли Засожжя — Гомельське, Чечерське та Пропойське староства Мінського воєводства та Кричевське староство Мстиславського воєводства ВКЛ, — землі, на які Гетьманщина здавна претендувала. Це був демарш гетьмана Івана Самойловича на тлі перемов про «Вічний мир», що розпочалися між Річчю Посполитою та Московським царством.
1685 Семен Самойлович зненацька захворів і помер на Трійцю, 7 червня на полковництві у Стародубі. Тіло гетьманича привезли у Макошинський монастир, де з ним попрощався батько («учинивъ сыну посліднее цілованіе»). Далі Десною труну переправили до Києва, де поховали у Києво-Печерській лаврі.
Іван Самойлович підозрював, що його сина отруїли. Гетьман відправив у Стародуб слідчу комісію на чолі зі своїми родичами — гадяцьким полковником Михайлом Самойловичем і генеральним бунчужним Костянтином Голубом. За даними Патріка Ґордона, чутки про отруєння нібито підтвердилися, проте більше деталей щодо цієї справи немає.

## Оцінки
Автор Літопису Самовидця охарактеризував гетьманича як «в літах молодого, але розумом старого». Сучасники відзначали військові здібності Семена Самойловича, його вправність як політика попри молодий вік.
Тодішній переяславський полковник Леонтій Полуботок так відгукнувся на звістку про смерть гетьманича у листі до реєнта Генеральної військової канцелярії Василя Кочубея:
| Відомость о смерти его м. п. Симеона гетманича полная жалю и фрасунку, не листовнихъ пріятелскихъ отвітовъ, але великого во мні витягаетъ плачу. Замолчалъ бимъ велможности его многіе ко мні благодіянія, але надія тая, которая отчизні Украині много чинила, а болшей обіцовала во немъ оборони, много освідчала, а болшей освідчати міла о добру посполитому праци, не молчати, але голосно плакати росказуетъ, себе надію вкупі зъ его милостю до гробу схиленную бачачи. |
Водночас, історик Олександр Лазаревський вважав такі оцінки постаті гетьманича звичайними лестощами та сам називав Семена Самойловича «звичайною людиною, яка була поставлена випадком у щасливі умови».

## Сім'я
1680 року одружився з Марією (1665 — після 1705) — донькою колишнього переяславського полковника Федора Сулими, що на той час обіймав посаду «дозорці рангових маєтностей» у Конотопі. У шлюбі народилося двоє доньок, обидві отримали ім'я Марія. Після Коломацького перевороту вдова та доньки Семена Самойловича не були піддані репресіям, на відміну від інших представників роду. 17 жовтня 1687 гетьман Іван Мазепа видав Марії Самойлович універсал з підтвердженням права власності на маєтки покійного чоловіка.
- Донька Марія (старша) — дружина смоленського шляхтича, значного військового товариша Михайла Корсака;

- Донька Марія (молодша) — дружина генерального осавула Антона Гамалії[6].